# Pingasa ruginaria
Pingasa ruginaria är en fjärilsart som beskrevs av Achille Guenée 1857. Pingasa ruginaria ingår i släktet Pingasa och familjen mätare. Inga underarter finns listade i Catalogue of Life.

## Bildgalleri

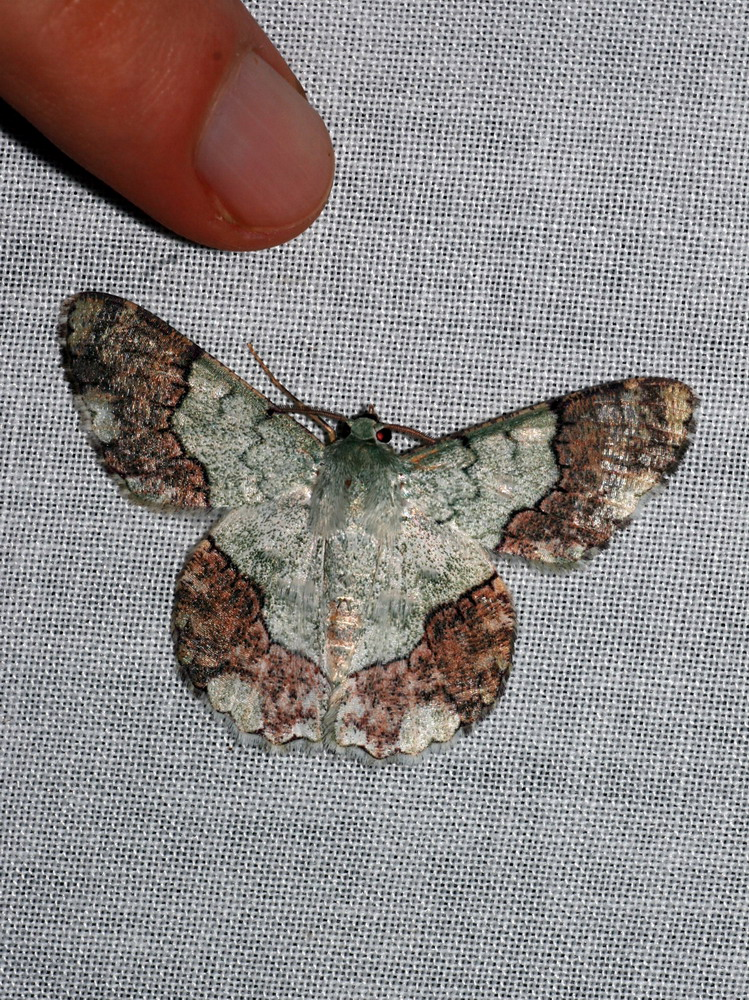
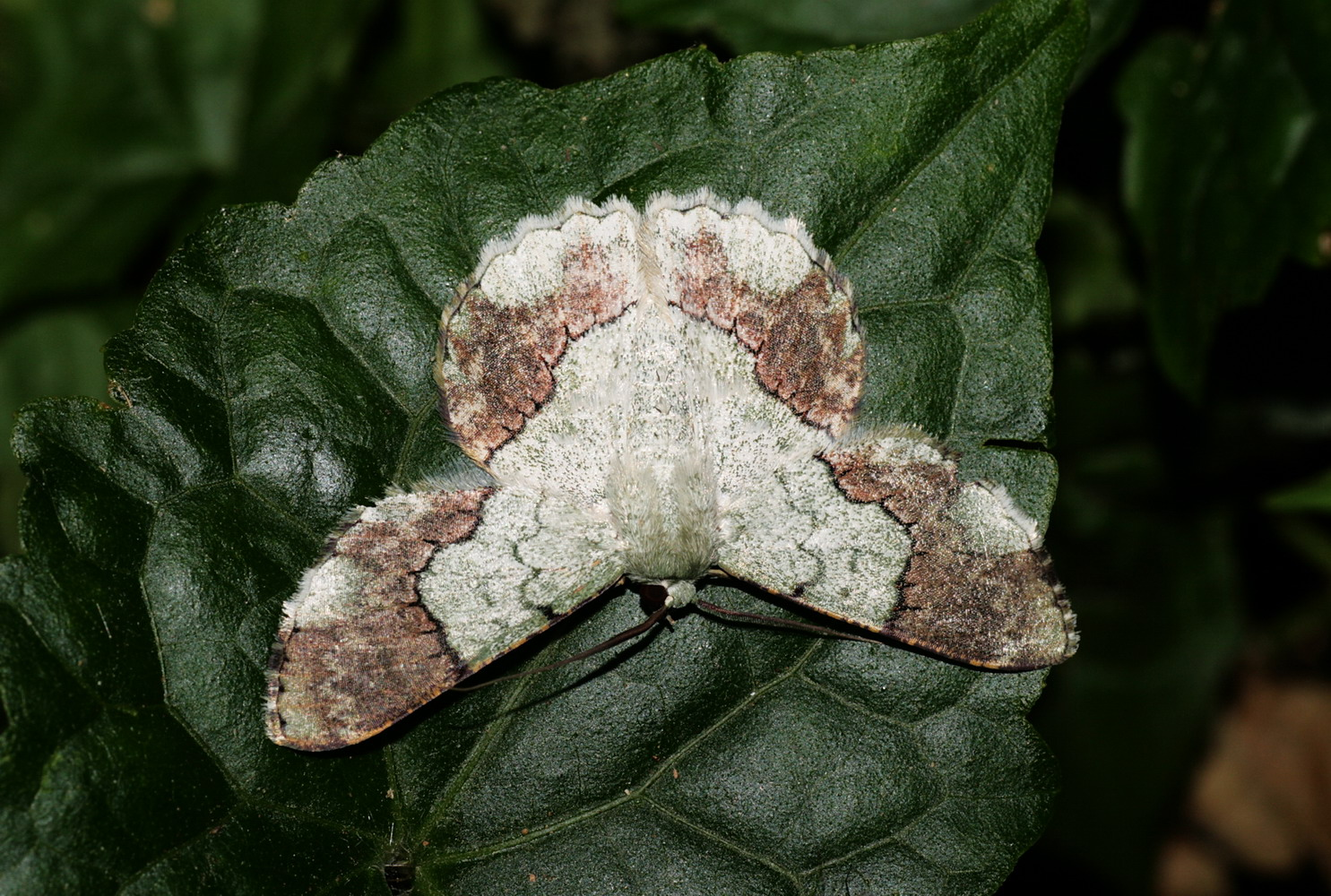
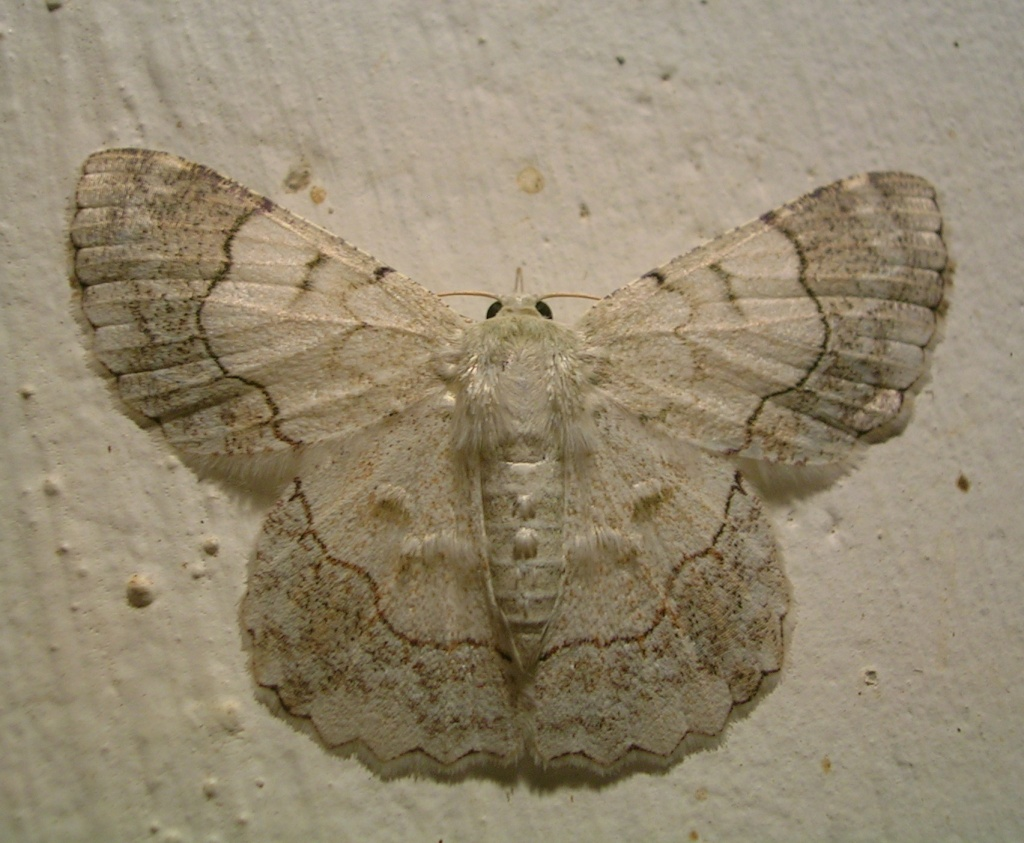